# 木滑良久
木滑 良久（きなめり よしひさ、1930年2月22日 - 2023年7月13日）は、日本の編集者。元マガジンハウス社長。

## 来歴
東京府出身。米沢藩の側用人・木滑要人の子孫。15歳で太平洋戦争の敗戦に遭遇し、進駐軍を通じアメリカの文化に接して強烈な憧れを抱く。1954年3月、立教大学文学部史学科卒業。学生時代から出入りしていた平凡出版（現在のマガジンハウス）に1955年3月に入社し、1965年から1980年まで『週刊平凡』『平凡パンチ』『an・an』『POPEYE』『BRUTUS』の各編集長を歴任した。1980年12月取締役に就任。1982年6月には『Olive』の編集長を兼任する。1984年10月、取締役編集担当副社長に就任し、1988年には『Hanako』を創刊しブームを作るきっかけを与えた。同年12月に代表取締役社長、1996年12月、代表取締役会長に就任。1998年12月から取締役最高顧問となり、2006年12月に取締役を退任した。
2023年7月13日に死去した。93歳没。

## 評伝
- 塩澤幸登『木滑さんの言葉　思想　歴史　発言　足跡　そして　記憶』茉莉花社、2024年